# Мод Апатоу
Мод Анабела Апатоу (енгл. Maude Annabelle Apatow Mann; Лос Банос, 15. децембар 1997) америчка је глумица. Глуми Лекси Хауард у драмској серији HBO-а, Еуфорија (2019—данас).
Најстарија је ћерка филмаџије Џада Апатоуа и глумице Лесли Ман. Апатоуова је започела своју каријеру тако што је глумила ћерку у улога своје мајке у филмовима свог оца: Заломило се (2007), Смешни људи (2009) и Овако је са 40 (2012).
Добила је признање својим улогама у филмовима: Други људи (2016), Кућа сутрашњице (2017), Нација убица (2018) и Краљ Статен Ајланда (2020), као и у мини-серији Netflix-а, Холивуд (2020).

## Филмографија

### Филм
| Година | Српски назив        | Изворни назив | Улога               | Напомене                                          |
| ------ | ------------------- | ------------- | ------------------- | ------------------------------------------------- |
| 2005.  | 4 банке, а невин    |               | Н/Д                 | избрисане сцене                                   |
| 2007.  | Заломило се         |               | Сејди               |                                                   |
| 2009.  | Смешни људи         |               | Мејбл               |                                                   |
| 2012.  | Овако је са 40      |               | Сејди               |                                                   |
| 2015.  | Савршени корак 2    |               | девојка на аудицији |                                                   |
| 2016.  | Н/Д                 |               | Александра Мулкахи  |                                                   |
| 2017.  | Н/Д                 |               | Мередит Виткомб     |                                                   |
| 2017.  | Н/Д                 |               | Н/Д                 | кратки филм; такође косценаристкиња и коредитељка |
| 2018.  | Н/Д                 |               | Грејс               |                                                   |
| 2020.  | Краљ Статен Ајланда |               | Клер Карлин         |                                                   |

### Телевизија
| Година     | Српски назив | Изворни назив | Улога             | Напомене     |
| ---------- | ------------ | ------------- | ----------------- | ------------ |
| 2015.      | Девојке      |               | Клио              | 3 епизоде    |
| 2019—данас | Еуфорија     |               | Лекси Хауард      | главна улога |
| 2020.      | Холивуд      |               | Хенријета Кастело | 5 епизода    |